# Философская мысль
Философская мысль (укр. Філософська думка) — советский и украинский научно-теоретический философский журнал. Издаётся в Киеве с 1969 года. Учредитель — Институт философии имени Григория Сковороды НАН Украины.

## История
Периодичность журнала: выходит 1 раз в два месяца. Предшественниками журнала считают «Прапор марксизму» (1927—1930), «Прапор марксизму-ленінізму» (1931—1933) и «Під марксо-ленінським прапором» (1934—1936).
«Философская мысль» освещает вопросы теоретической философии; онтологии и гносеологии; логики, методологии и философии науки, социальной философии и философии истории; философской антропологии и философии культуры; этики и философии морали; эстетики; культурологии; классических первоисточников, истории мировой и украинской философии, современной мировой философии, современной гуманитаристики, политической философии, философии права, экономики, образования, языка, религии, экологии; философские проблемы естествознания.

## Главные редакторы
- В. И. Шинкарук (1969—1971 и с 1979),
- В. И. Куценко (1971—1976).
- М. В. Попович (до 2018)